# Renaissance parmesane
La Renaissance parmesane est l'une des principales déclinaisons de l'art de la Renaissance en Italie. À partir de la deuxième décennie du XVIe siècle, après les autres centres, Parme développe une école au prestige et à la pertinence absolus, l'une des plus intéressantes du siècle, produisant deux maîtres de l'art : Le Corrège et Parmigianino. La véritable « usine » de talents est l'église San Giovanni Evangelista, reconstruite en 1519 et décorée par Corrège et une équipe de jeunes artistes destinés à devenir des artistes renommés.
D'une façon générale, les œuvres de l'école de Parme se distinguent par un style raffiné et captivant, des surfaces lisses, la facilité des poses et des expressions, elles sont l'une des sources d'inspiration fondamentales de l'école émilienne du XVIIe siècle, celle des Carracci et de Guido Reni.

## Origines
Centre provincial tout au long du XVe siècle, Parme n'a pas au début du nouveau siècle une tradition picturale comparable à celle d'autres centres émiliens comme Ferrare ou même Bologne. Certains maîtres étrangers y ont travaillé sporadiquement comme le Vénitien Cima da Conegliano. Parmi les peintres actifs, figurent, Filippo Mazzola, père du célèbre Parmigianino, qui a visité Venise et a développé un style lié aux manières de Giovanni Bellini et de Vittore Carpaccio, Francesco Marmitta et Cristoforo Caselli.
Au début du  XVIe siècle, Parme comble rapidement son retard sur les autres centres, devenant le centre le plus actif de toute la région. Déjà dans les premières années du siècle, des personnalités telles qu'Alessandro Araldi se révèlent au goût du jour dans la région centrale de l'Italie, celle du Pérugin et du jeune Raphaël.

## Corrège

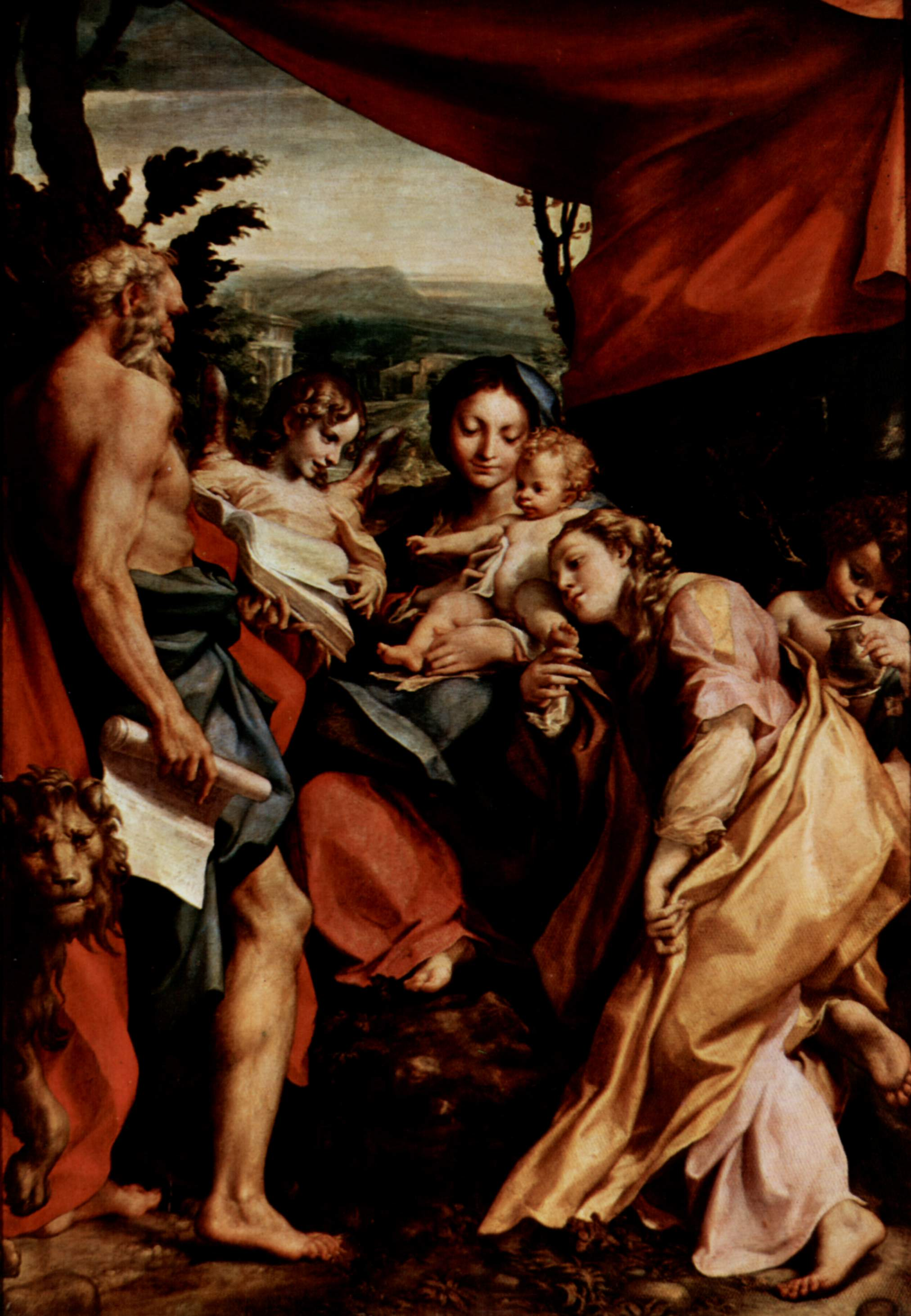
Le Corrège, la Madone de San Girolamo (vers 1528).

Originaire de Correggio, Antonio Allegri entre dans l'histoire sous le nom de sa ville. Sa formation artistique se déroule entre l'Émilie, sous la direction du sculpteur Antonio Begarelli et Mantoue à l'école d'Andrea Mantegna, où il s'intéresse également à Léonard de Vinci, Raphaël et aux peintres ombriens et florentins. Un tel environnement lui permet d'acquérir une certaine autonomie, basée sur la recherche d'une fluidité narrative, où le sfumato de Léonard se combine avec une couleur riche et doucement appliquée et une parfaite domination de l'illusionnisme de perspective, apprise de Mantegna.
Sa carrière est marquée à Parme par trois grands cycles de fresques : la chambre de l'abbesse dans le couvent San Paolo (1518), la décoration de l'église San Giovanni Evangelista (1520-1523) et le dôme de la cathédrale de Parme avec l'Assomption (1526-1530). Dans ces œuvres, s'éloignant de plus en plus des règles spatiales du XVe siècle, il propose des solutions scénographiques à l'artificialité raffinée, qui jettent déjà, un siècle plus tôt, les bases du grand décor baroque.
Dans la chambre de l'abbesse, il simule une pergola recouvrant la voûte (un motif déjà utilisé par Mantegna et Léonard), à laquelle il ajoute en bas une série de lunettes qui, avec un clair-obscur efficace, ressemblent à des niches aux reliefs mythologiques, d'un effet illusionniste extraordinaire, notamment par la lumière naturelle diffuse qui fait briller les blancs des monochromes.
À San Giovanni Evangelista, la fresque de l'Ascension de Jésus  se distingue par l'effet « cassé » qui simule un ciel ouvert dans lequel, vus d'en bas, flottent les personnages. La mesurabilité géométrique de l'espace, avec le Christ suspendu dans les airs au-dessus du spectateur, est sa dernière préoccupation.
Enfin, dans la cathédrale, il crée son chef-d'œuvre, une Assomption de Marie conçue comme une émeute d'anges qui, dans un tourbillon circulaire de nuages, accompagnent l'ascension de la Vierge vers la lumière dorée du paradis. L'individualité des figures est éclipsée ; elles contribuent ensemble à l'effet global, grâce aussi à la lumière et aux couleurs fluides qui ne créent pas de divisions nettes entre les figures.
Dans ses retables, Corrège construit des figures monumentales, avec une attention particulière portée à la modélisation et à la corrélation fluide entre les figures, dérivées de Léonard de Vinci. Dans les dernières années de sa vie, il commence la série des Amori di Giove pour Frédéric II de Mantoue, dont il a le temps de réaliser quatre toiles. Ce sont des œuvres en équilibre entre le rendu sensuel de l'épisode et la transfiguration poétique, jalons de l'histoire de la peinture profane.

## Parmigianino

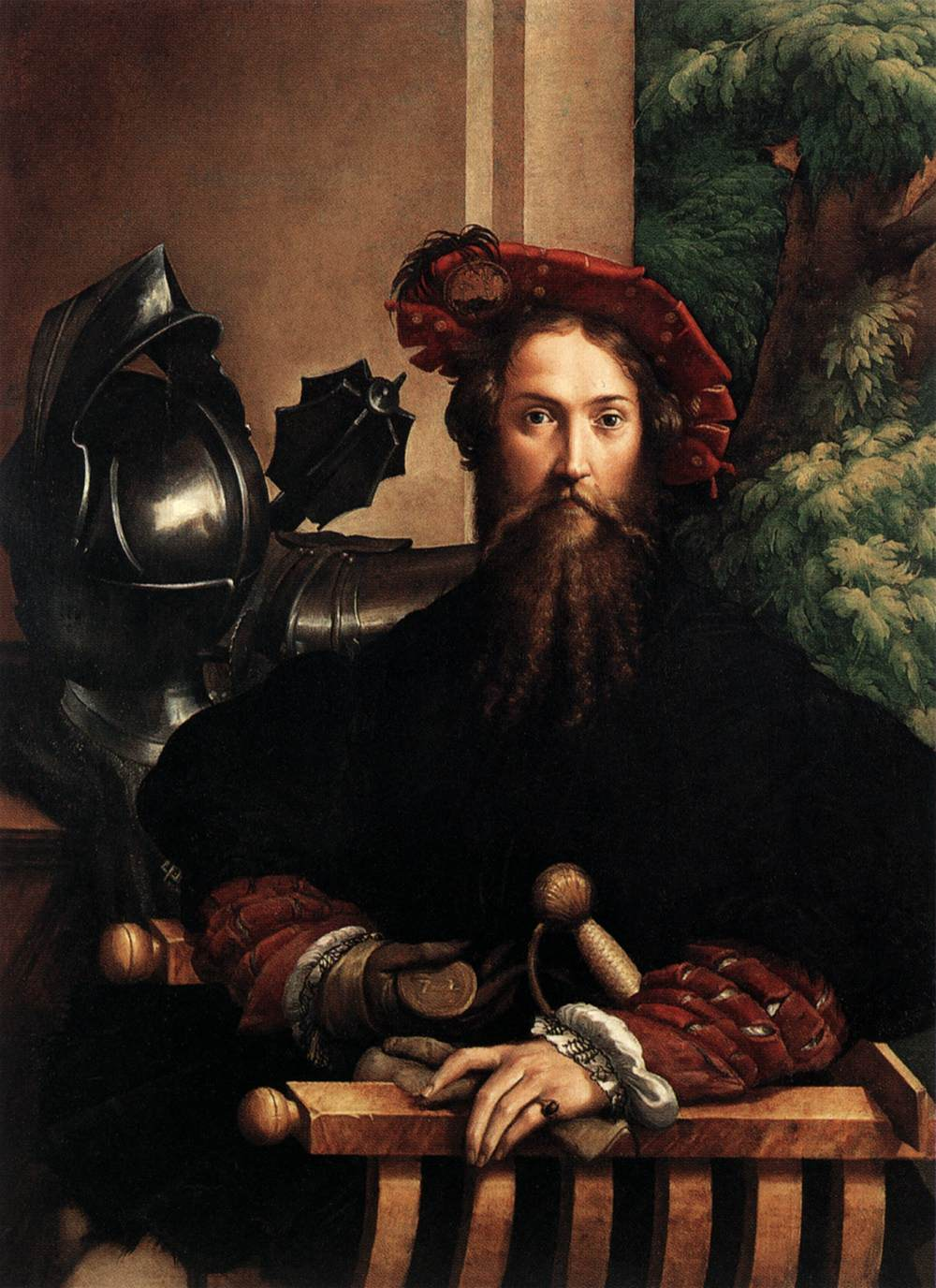
Parmigianino, Portrait de Galeazzo Sanvitale (1524).

Élève de Corrège, Parmigianino est le deuxième grand maître de l'école de Parme. Intéressé dès ses premières années par le graphisme, l'optique et l'alchimie, il fait preuve d'un talent original et quelque peu excentrique dans des œuvres comme l'Autoportrait dans un miroir convexe (1524), avec un rendu perceptif très particulier. Après avoir travaillé avec Corrège à San Giovanni vers 1522, il a une maturation indépendante rapide dans la courte mais intense période passée à la petite cour de Fontanellato auprès de la famille Sanvitale. Il y peint un portrait de Galeazzo Sanvitale (une œuvre pleinement mature, maintenant à Capodimonte), et surtout une petite pièce de la forteresse, la Stufetta di Diana e Atteone, salle de bain privée de la femme de Galeazzo. Dans cet environnement, il recrée une pergola inspirée de la Camera di San Paolo du Corrège, enrichissant le modèle de thèmes moraux et d'une définition nette des formes, opposée au ton doux et léger du Corrège.
Contrairement à son maître, Parmigianino préfère les formes effilées, les champs lisses et compacts, la couleur presque vitrée.

## Autres
Le Siennois Michelangelo Anselmi, autre maître de la Renaissance actif à Parme, y réside en 1516. Adepte de la teinte pastel irisée à la Beccafumi, il travaille sur les grands chantiers de l'époque, depuis l'église San Giovanni Evangelista, où il peint les absides du transept et deux chapelles, jusqu'à la basilique Santa Maria della Steccata, où il décore l'abside et le chœur.
Girolamo Bedoli, cousin et beau-frère de Parmigianino, également élève de Corrège, peint les fresques restantes de la cathédrale de Parme après le départ de son maître.

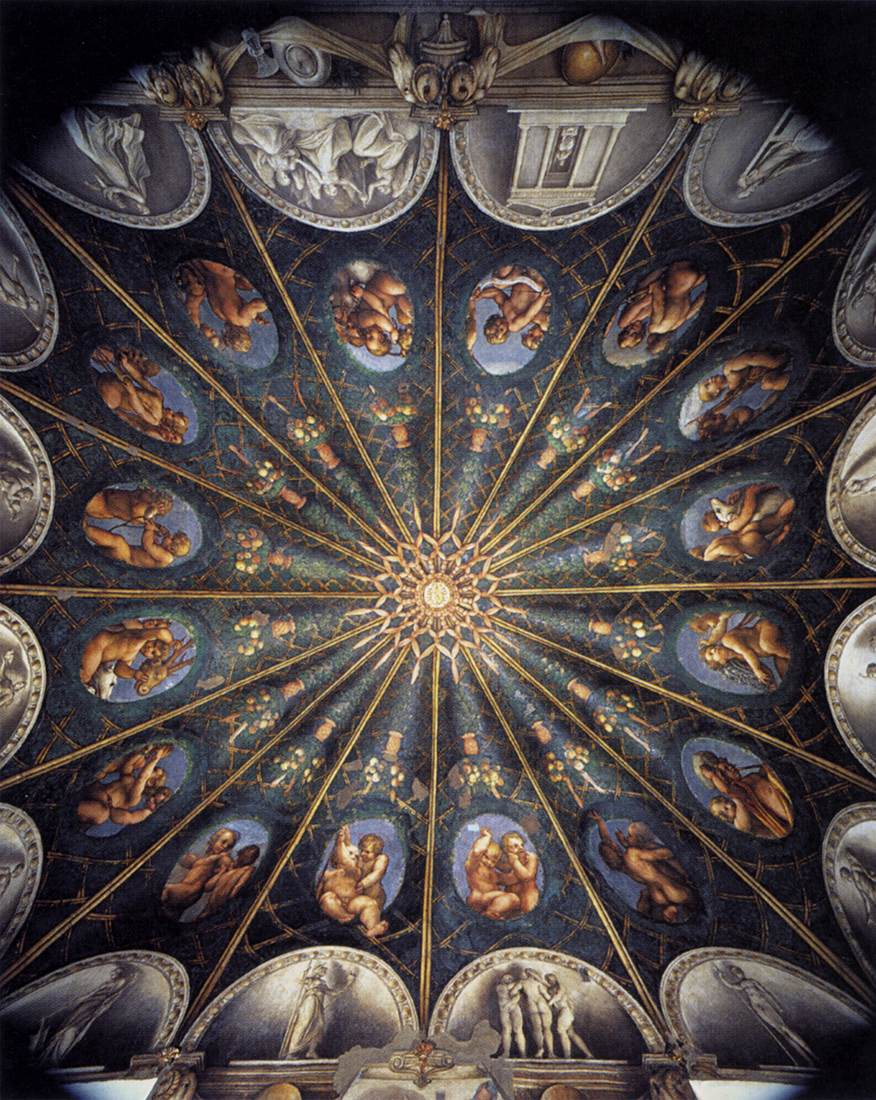
Correggio, Camera di San Paolo, Parme (1519).